# کلینتون
- بیل کلینتون، چهل و دومین رئیس‌جمهور ایالات متحدهٔ آمریکا
- هیلاری کلینتون، همسر بیل کلینتون، بانوی اول سابق آمریکا، سناتور سابق ایالات متحده از نیویورک، وزیر امور خارجه‌ی سابق آمریکا
- چلسی کلینتون، دختر بیل و هیلاری کلینتون
- دوایت کلینتون، هفتاد و نهمین فرماندار نیویورک (۱۷۶۹–۱۸۲۸)